# Celaenephes
Celaenephes is een geslacht van kevers uit de familie van de loopkevers (Carabidae). De wetenschappelijke naam van het geslacht is voor het eerst geldig gepubliceerd in 1846 door Schmidt-Gobel.

## Soorten
Het geslacht Celaenephes omvat de volgende soorten:
- Celaenephes linearis (Walker, 1858)
- Celaenephes parallelus Schmidt-Gobel, 1846